# Autorretrato (Kauffman, 1784)
Autorretrato é uma pintura em óleo sobre tela de Angelica Kauffman, de 1784. Este autorretrato está exposto na Neue Pinakothek, em Munique, tendo sido adquirido por Luís I da Baviera para sua coleção em 1826.
Kauffman, um dos destaques na autorretratística, é retratada usando um turbante e olhando diretamente para o observador, segurando uma caneta e sua pasta de desenho. Ela segue a tradição renascentista dos retratos de uma Sibila, de forma semelhante a pintores como Rafael e Domenichino.